# USCGC Bittersweet (WLB-389)
Le USCGC Bittersweet (WLB-389) était un baliseur de United States Coast Guard qui a servi de 1944 à 1997. Il a été transféré à l'Estonie et a servi à la garde-frontière estonienne de 1997 à 2014 sous le nom de  PVL-109 Valvas. Il est désormais navire musée depuis 2014 à quai du musée maritime estonien à Tallinn .

## Historique

### United States Coast Guard
Le navire a été construit en 1943 par la Zenith Dredge Company à Duluth, Minnesota, et a été lancé en novembre de la même année. Il a servi dans la Garde côtière des États-Unis en tant que USCGC Bittersweet (WLB-389) , où il a effectué des travaux hydrographiques et impliqué dans la capture de trafiquants de drogue et de sauvetage en mer. Jusqu'en 1976, le navire a servi jusque-là dans la région de l'île Kodiak et Ketchikan en Alaska , après quoi le navire a été attribué à Woods Hole dans le Massachusetts. Le navire a été entièrement rénové en 1978 et en 1991.

### Garde-frontière estonienne
Le navire a été transféré à l'Estonie en raison du renouvellement de la flotte américaine en 1994. 20 membres d'équipage estonien ont reçu une formation de deux semaines aux États-Unis. Le 6 septembre l'équipage estonien a pris la mer sous pavillon estonien et ont traversé l'Atlantique jusqu'à Tallinn, où ils sont arrivés le 27 septembre. le PLV-109 Valvas. a d'abord servi de brise-glace dans le port de Pärnu en hiver, puis a formé les cadets de l'Académie maritime estonienne en tant que patrouilleur.

### Préservation
En raison du vieillissement, du coût d'entretien du personnel et du navire et du recrutement de nouveaux navires, Valvas a été retiré du service actif des garde-frontières en juillet 2014 et transféré au Musée maritime estonien . Tout le matériel pouvant être utilisé ailleurs a également été enlevé ou démantelé. Il est visible désormais à l'Hydroaéroport de Tallinn .

## Galerie

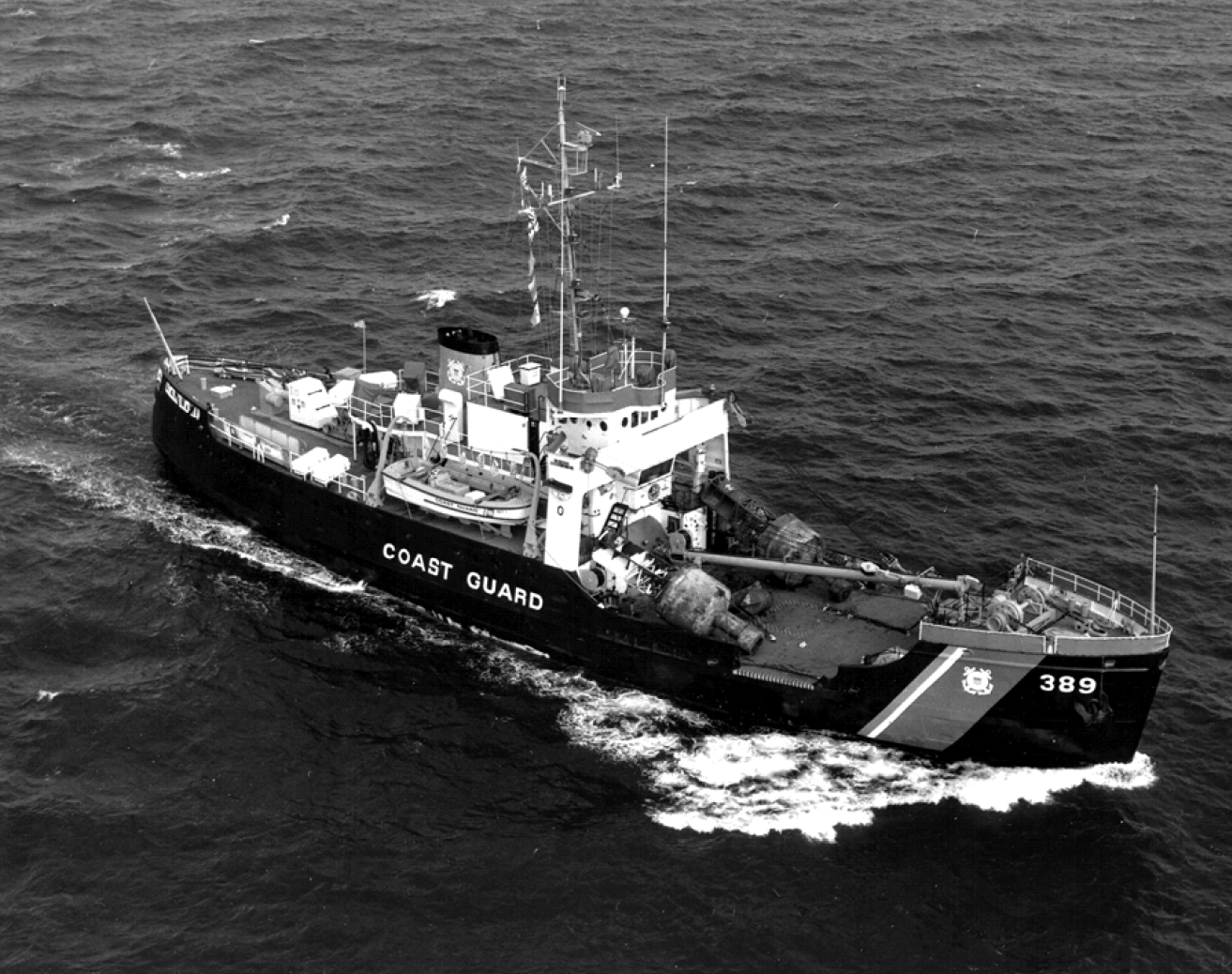
USCGC Bittersweet (WLB-389) dans les années 1980
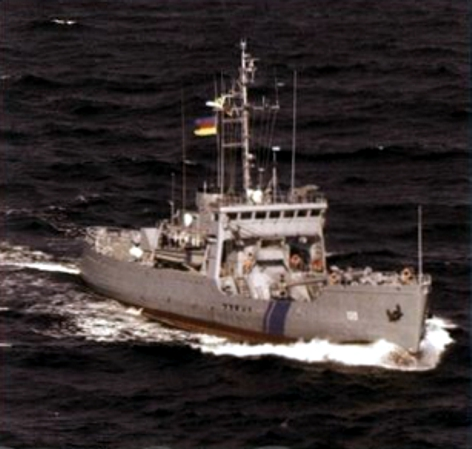
PVL-109 Valvas en 2000
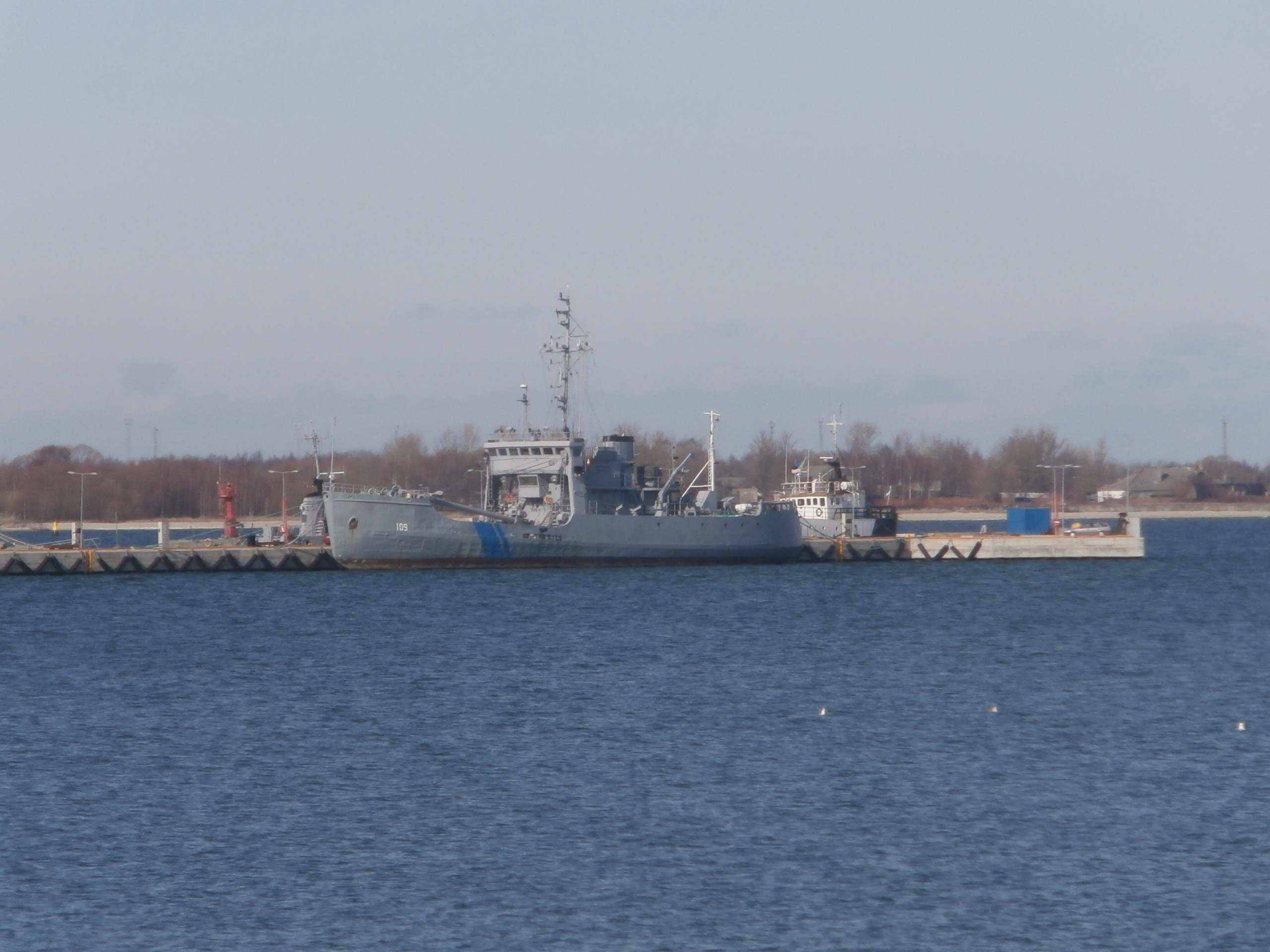
Valvas à Tallinn en 2014